# Херли (Мисисипи)
Херли (енгл. Hurley) насељено је место без административног статуса у америчкој савезној држави Мисисипи.

## Демографија
По попису из 2010. године број становника је 1.551, што је 566 (57,5%) становника више него 2000. године.
| Група             | 2000.       | 2010.         |
| Белци             | 959 (97,4%) | 1.482 (95,6%) |
| Афроамериканци    | 9 (0,9%)    | 24 (1,5%)     |
| Азијати           | 5 (0,5%)    | 1 (0,1%)      |
| Хиспаноамериканци | 0 (0,0%)    | 13 (0,8%)     |
| Укупно            | 985         | 1.551         |